# Zeittafel der Indianerkriege
Diese Zeittafel enthält Ereignisse, die sich während der Indianerkriege in Nordamerika abspielten. Ereignisse, die in keinem direkten Zusammenhang zu den Indianerkriegen stehen, aber der zeitlichen Einordnung dienen, sind kursiv gesetzt.

## Liste
| 18. Oktober 1540    |  | Schlacht von Mauvilla oder Schlacht von Mabila                                  |  |
| Winter 1540–1541    |  | Schlacht von Hawiku                                                             |  |
| 1597                |  | Juanillo-Rebellion                                                              |  |
| 1607–1615           |  | Tarrantiner-Krieg                                                               |  |
| 1615                |  | † Bashabes gefallen                                                             |  |
| 1608–1614           |  | Erster Englischer Powhatankrieg                                                 |  |
| 22. März 1621       |  | Massasoit besucht erstmals die Pilgerväter,                                     |  |
| März 1621           |  | Friedens- und Beistandsvertrag zwischen Wampanoag und Pilgervätern              |  |
| Herbst 1621         |  | Gemeinsames Erntedankfest von Wampanoag und Pilgervätern (Thanksgiving)         |  |
| 22. März 1622       |  | Jamestown-Massaker (Teil der Powhatan-Kriege)                                   |  |
| 1637                |  | Pequot-Krieg                                                                    |  |
| 1640–1701           |  | Biberkriege                                                                     |  |
| 1640                |  | Schweinekrieg                                                                   |  |
| 1643–1645           |  | Wappinger-Krieg                                                                 |  |
| 25. Februar 1643    |  | Pavonia-Massaker                                                                |  |
| 1644–1646           |  | Zweiter Englischer Powhatankrieg                                                |  |
| 1646                |  | † Opechancanough (Häuptling der Pamunkey und später der Powhatan-Konföderation) |  |
| 1655                |  | Pfirsich-Krieg                                                                  |  |
| 1659–1660           |  | Erster Esopus-Krieg                                                             |  |
| 1662                |  | † Massasoit, Obersachem der Wampanoag                                           |  |
| 1663–1664           |  | Zweiter Esopus-Krieg                                                            |  |
| 1675–1676           |  | King Philip’s War                                                               |  |
| 18. September 1675  |  | Bloody-Brook-Massaker                                                           |  |
| 12. August 1676     |  | † Metacomet im Kampf getötet                                                    |  |
| 1680                |  | Pueblo-Aufstand                                                                 |  |
| 1689–1697           |  | King William’s War (Franzosen- und Indianerkriege 1)                            |  |
| Oktober 1698        |  | † Tod des Penobscot-Sagamore Madockawando                                       |  |
| 1702–1713           |  | Queen Anne’s War (Franzosen- und Indianerkriege 2)                              |  |
| 25./26. Januar 1704 |  | Apalachee Massaker                                                              |  |
| 1711–1715           |  | Tuscarora-Krieg                                                                 |  |
| 1712–1716           |  | Erster Foxkrieg                                                                 |  |
| 1715–1717           |  | Yamasee-Krieg                                                                   |  |
| 1716                |  | Erster Natchez-Krieg                                                            |  |
| 1722                |  | Zweiter Natchez-Krieg                                                           |  |
| 1722–1727           |  | Dummers Krieg                                                                   |  |
| 1723                |  | Dritter Natchez-Krieg                                                           |  |
| 1728–1733           |  | Zweiter Foxkrieg                                                                |  |
| 1729                |  | Natchez-Aufstand                                                                |  |
| 26. Mai 1736        |  | Schlacht von Ackia                                                              |  |
| 1744–1748           |  | King George’s War (Franzosen- und Indianerkriege 3)                             |  |
| 1754–1763           |  | Siebenjähriger Krieg in Nordamerika (Franzosen- und Indianerkriege 4)           |  |
| 8. September 1756   |  | Zerstörung von Kittanning                                                       |  |
| 8. Oktober 1758     |  | Vertrag von Easton                                                              |  |
| 24. Juli 1759       |  | Schlacht bei La Belle Famille                                                   |  |
| 1763–1766           |  | Pontiac-Aufstand                                                                |  |
| 22. Juni 1763       |  | Beginn der Belagerung von Fort Pitt                                             |  |
| 7. Oktober 1763     |  | Königliche Proklamation von 1763                                                |  |
| 5. November 1768    |  | Vertrag von Fort Stanwix                                                        |  |
| 10. Oktober 1774    |  | Schlacht von Point Pleasant                                                     |  |
| 19. April 1775      |  | Beginn des Amerikanischen Unabhängigkeitskrieges                                |  |
| 1776–1794           |  | Chickamauga-Kriege                                                              |  |
| 17. September 1778  |  | Vertrag von Fort Pitt                                                           |  |
| 8. März 1782        |  | Gnadenhütten-Massaker                                                           |  |
| 3. September 1783   |  | Ende des Amerikanischen Unabhängigkeitskrieges                                  |  |
| ??. Oktober 1784    |  | Vertrag von Fort Stanwix                                                        |  |
| 1785–1795           |  | Nordwestlicher Indianerkrieg                                                    |  |
| 4. November 1791    |  | Schlacht am Wabash River                                                        |  |
| 20. August 1794     |  | Schlacht von Fallen Timbers                                                     |  |
| 3. August 1795      |  | Vertrag von Greenville                                                          |  |
| 1804                |  | Niederlage der Diné (Navajo) gegen die Spanier                                  |  |
| 1804                |  | Schlacht von Sitka, Tlingit gegen Russen in Alaska                              |  |
| 7. November 1811    |  | Schlacht bei Tippecanoe, † Joseph Hamilton Daviess                              |  |
| 18. Juni 1812       |  | Beginn des Britisch-Amerikanischen Krieges                                      |  |
| 1813–1814           |  | Creek-Krieg (Rotstock-Krieg)                                                    |  |
| 24. Dezember 1814   |  | Ende des Britisch-Amerikanischen Krieges                                        |  |
| 1817–1818           |  | Erster Seminolen-Krieg                                                          |  |
| 1823                |  | Arikaree-Krieg                                                                  |  |
| 1821–1875           |  | Texanische Indianerkriege                                                       |  |
| 24. April 1830      |  | Beschluss des Indian Removal Acts                                               |  |
| 1832                |  | Black-Hawk-Krieg                                                                |  |
| 21. September 1832  |  | Erster Black-Hawk-Kauf                                                          |  |
| 1835–1842           |  | Zweiter Seminolen-Krieg                                                         |  |
| 1836                |  | Creek-Krieg von 1836                                                            |  |
| ??. Oktober 1837    |  | Zweiter Black-Hawk-Kauf                                                         |  |
| 1838                |  | † Black Hawk                                                                    |  |
| 6. Juni 1838        |  | Beginn des Pfades der Tränen für die Cherokee                                   |  |
| 1. Mai 1843         |  | Neuer Kauf (dritter Black-Hawk-Kauf)                                            |  |
| 17. September 1851  |  | Erster Vertrag von Fort Laramie                                                 |  |
| 19. August 1854     |  | Grattan-Massaker                                                                |  |
| 1854–1855           |  | Puget-Sound-Krieg                                                               |  |
| 1855–1856           |  | Rogue-River-Kriege                                                              |  |
| 1855–1858           |  | Yakima-Krieg                                                                    |  |
| 1855–1858           |  | Dritter Seminolen-Krieg                                                         |  |
| 2. September 1855   |  | Schlacht von Ash Hollow                                                         |  |
| 1858                |  | Fraser-Canyon-Krieg                                                             |  |
| 1861–1872           |  | Cochises Krieg                                                                  |  |
| 27. Januar 1861     |  | Bascom-Affäre                                                                   |  |
| 12. April 1861      |  | Angriff auf Fort Sumter, Beginn des Sezessionskrieges                           |  |
| 1862                |  | Sioux-Aufstand                                                                  |  |
| 18. Januar 1863     |  | † Apachen-Häuptling Mangas Coloradas ermordet                                   |  |
| 29. Januar 1863     |  | Gefecht am Bear River                                                           |  |
| 3. September 1863   |  | Schlacht am Whitestone Hill                                                     |  |
| 14. Januar 1864     |  | Beginn von Kit Carsons Feldzug gegen die Diné (Navajo)                          |  |
| 1864                |  | Langer Marsch der Diné (Navajo)                                                 |  |
| 1864                |  | Chilcotin-Krieg in British Columbia                                             |  |
| 28. Juli 1864       |  | Schlacht am Killdeer Mountain                                                   |  |
| 25. November 1864   |  | Erste Schlacht von Adobe Walls                                                  |  |
| 29. November 1864   |  | Sand-Creek-Massaker                                                             |  |
| 26. April 1865      |  | Ende des Sezessionskrieges                                                      |  |
| 1866–1867           |  | Red-Cloud-Krieg                                                                 |  |
| 21. Dezember 1866   |  | Fetterman-Gefecht                                                               |  |
| 1. August 1867      |  | Kampf im Heufeld                                                                |  |
| 2. August 1867      |  | Wagenburg-Gefecht                                                               |  |
| 21. Oktober 1867    |  | Vertrag von Medicine Lodge                                                      |  |
| 1. Juni 1868        |  | Vertrag von Fort Sumner, Rückkehr der Diné (Navajo)                             |  |
| 17. September 1868  |  | Schlacht von Beecher Island                                                     |  |
| 6. November 1868    |  | Vertrag von Fort Laramie 1868                                                   |  |
| 27. November 1868   |  | Schlacht am Washita                                                             |  |
| 1869–1870           |  | Red-River-Rebellion                                                             |  |
| 1872–1873           |  | Modoc-Krieg                                                                     |  |
| 1872–1884           |  | Geronimos Krieg                                                                 |  |
| 14. August 1872     |  | Schlacht von Arrow Creek                                                        |  |
| 28. September 1872  |  | Schlacht am Nordarm des Red River                                               |  |
| 27. Juni 1874       |  | Zweite Schlacht von Adobe Walls                                                 |  |
| 1874–1875           |  | Red-River-Krieg, Goldfunde in den Black Hills                                   |  |
| 28. September 1874  |  | Ranald Slidell MacKenzie zerstört 5 Indianerdörfer im Palo Duro Canyon          |  |
| 2. Juni 1875        |  | Kapitulation der Comanche unter Quanah Parker                                   |  |
| 1876–1877           |  | Krieg um die Black Hills                                                        |  |
| 17. März 1876       |  | Schlacht am Powder River                                                        |  |
| 17. Juni 1876       |  | Schlacht am Rosebud Creek                                                       |  |
| 25. Juni 1876       |  | Schlacht am Little Bighorn, † George Armstrong Custer                           |  |
| 17. Juli 1876       |  | Schlacht am Warbonnet Creek                                                     |  |
| 9. September 1876   |  | Schlacht von Slim Buttes, † American Horse                                      |  |
| 21. Oktober 1876    |  | Schlacht am Cedar Creek                                                         |  |
| 25. November 1876   |  | Dull-Knife-Gefecht                                                              |  |
| 1877                |  | Krieg der Büffeljäger                                                           |  |
| 8. Januar 1877      |  | Schlacht am Wolf Mountain                                                       |  |
| 5. September 1877   |  | † Crazy Horse in Fort Robinson getötet                                          |  |
| 6. Juni 1877        |  | Nez-Percé-Krieg: Beginn des Feldzuges gegen die Nez Percé                       |  |
| 5. Oktober 1877     |  | Kapitulation der Nez Percé unter Chief Joseph                                   |  |
| 17. Juli 1882       |  | Schlacht am Big Dry Wash                                                        |  |
| 1885                |  | Nordwest-Rebellion                                                              |  |
| 1885–1886           |  | Geronimos zweiter Krieg                                                         |  |
| 15. Dezember 1890   |  | † Sitting Bull im Standing-Rock-Reservat erschossen                             |  |
| 29. Dezember 1890   |  | Massaker von Wounded Knee                                                       |  |
| 30. Dezember 1890   |  | Drexel Mission Fight, letztes Gefecht zwischen Sioux und US-Heer                |  |